# Mycetophila obsoleta
Mycetophila obsoleta är en tvåvingeart som först beskrevs av Zetterstedt 1852.  I den svenska databasen Dyntaxa används istället namnet Platurocypta punctum. Enligt Catalogue of Life ingår Mycetophila obsoleta i släktet Mycetophila och familjen svampmyggor, men enligt Dyntaxa är tillhörigheten istället släktet Platurocypta och familjen svampmyggor. Arten är reproducerande i Sverige. Inga underarter finns listade i Catalogue of Life.